# 동물농장 (웹 게임)
《동물농장》은 대한민국 네이버의 어린이 전용 사이트인 쥬니어네이버에서는 2003년 11월부터 서비스를 했던 동물 육성 게임이었다. 그러나, 사용량 부진으로 인하여 2016년 6월 30일에 서비스가 종료되었다.

## 개요
쥬니어네이버 회원을 대상으로 하는 동물 키우기 게임이다. 이 게임에서는 동물가게나 동물보호소를 통해 원하는 동물을 입양하여 유저(게임에서는 "농장주인"이라고 일컬음)에게 동물을 키우게 하고 있다. 포인트 게임을 통해 포인트를 얻을 수 있으며 포인트를 이용하여 상점과 장터에서 물건을 살 수 있다.